# Wettkrähen

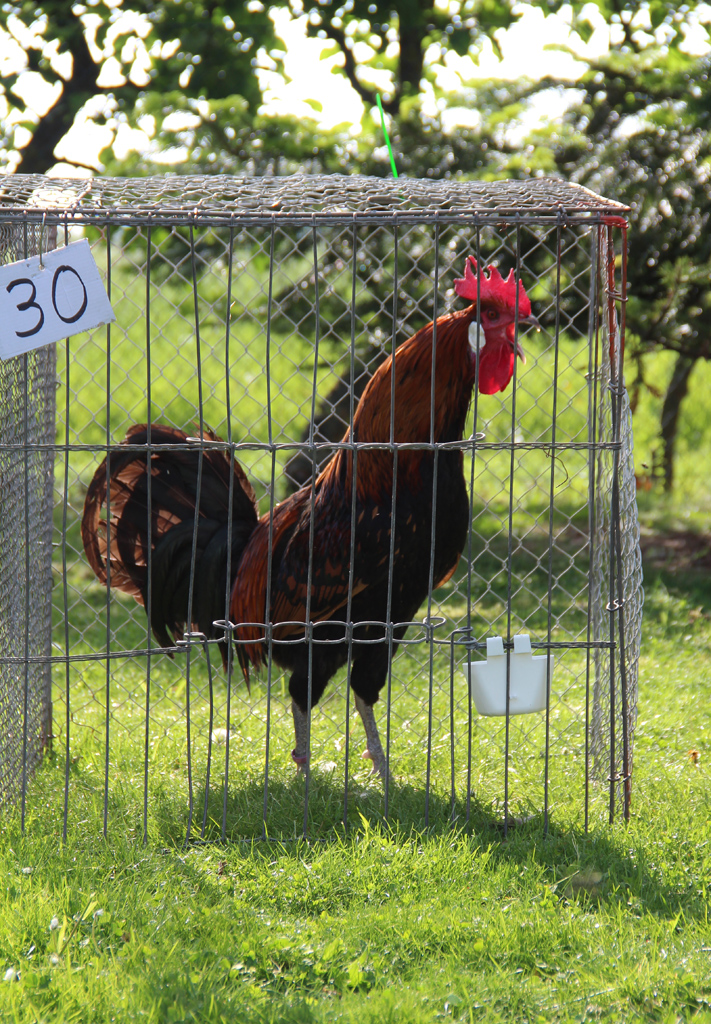
Bergischer Kräherjunghahn

Wettkrähen ist ein Wettbewerb, bei dem ausgewählte Hähne eingesetzt werden, um sich miteinander in der Häufigkeit, der Dauer und/oder der Güte des Krähens zu messen. Die Variante, bei der die Häufigkeit bestimmend ist, findet sich in Westeuropa am häufigsten. Dagegen werden bei einem Langkrähwettbewerb Langkräher eingesetzt, z. B. der Bergische Kräher in Deutschland und der Indonesische Kräher (Ayam Pelung) auf Java.

## Geschichte
Die Tatsache, dass es alte Kräherrassen gibt, legt nahe, dass nicht belegte Wettkrähen früher in bestimmten ländlichen Gegenden üblich waren. Im Herzogtum Berg werden Wettkrähen seit Jahrhunderten beschrieben. Laut Überlieferung haben die Herren von Berg den teilnehmenden Bauern regelmäßig hundert Taler, eine Kuh oder sogar einen ganzen Hof für den Sieg versprochen. In einigen Gegenden hingegen, beispielsweise in der Lausitz, erhält der Besitzer des letztplatzierten Hahns symbolisch eine Axt.

## Verbreitung

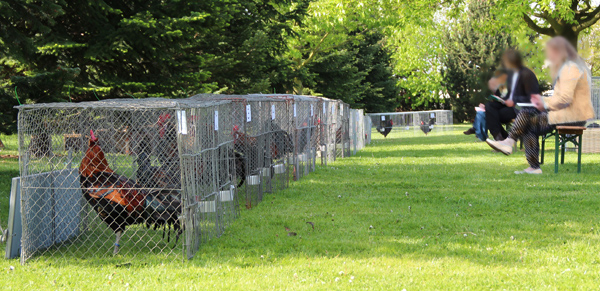
Wettkrähen mit bergischen und Kosovokrähern

In Westeuropa ist Wettkrähen ein Freizeitsport, z. B. in Flandern, den Niederlanden sowie in vielen Regionen Deutschlands. In Flandern wurde 2011 das Wettkrähen sogar staatlich als Immaterielles Kulturerbe bewertet. Die Vereinigung der Züchter Bergischer Hühnerrassen pflegt die alte bergische Tradition durch jährlich stattfindende nationale Langkrähwettbewerbe. Ebenfalls in Deutschland werden seit 2007 Wettkrähen für asiatische Langkräherrassen organisiert. Auf Java findet jährlich ein nationales Wettkrähen mit Ayam pelungs und eins mit Bekisarhühnern statt. Bei den Hahneschreiwettkämpfen in Japan können Tiere der Rassen Koeyoshi, Tomaru und Totenko teilnehmen.